# TT319
La TT319 es una tomba que es troba a Deir el-Bahari, Egipte. Forma part de la necròpolis tebana, a la riba esquerra del Nil, davant de Luxor. La tomba pertany a l'esposa reial Neferu II, dona del rei egipci Mentuhotep II (c. 2000 aC). Neferu era filla de la reina Iah i d'Antef III.

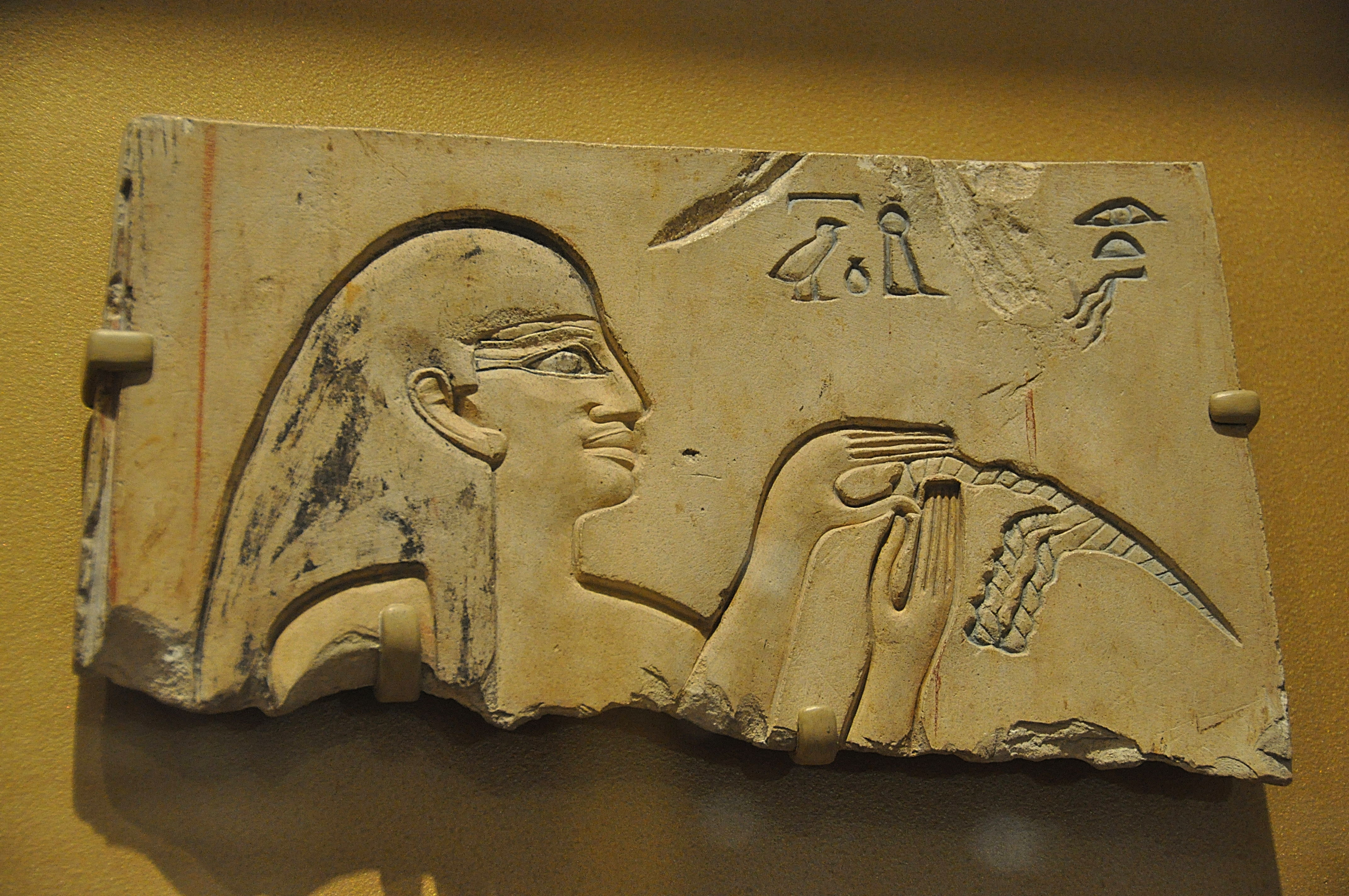
Relleu de la TT319 al Museu de Brooklyn.

La tomba de Neferu esta tallada a la roca i consisteix en una capella pavimentada amb lloses de pedra calcària. Aquesta capella estava decorada amb escenes en relleu enfonsat i elevat que mostren a la reina amb perruqueres, criats i en escenes religioses. Tanmateix, avui en dia aquestes escenes es conserven malament i de forma fragmentària en museus d'arreu del món.
Darrere de la capella hi ha un passadís que condueix a la cambra funerària, que també estava decorat. A les parets hi ha frisos de béns funeraris pintats i llargs textos de difuns. A la cambra funerària també hi havia el sarcòfag de la reina. La cambra es va trobar pertorbada quan va ser excavada els anys 1924 i 1925 per l'equip de l'egiptòleg nord-americà Herbert E. Winlock.
La tomba es troba just al nord del temple mortuori de Mentuhotep II i actualment es troba sota el temple d'Hatxepsut, que va deixar una entrada oberta per a poder-hi entrar.